# Gherardo La Francesca
Gherardo La Francesca (* 17. März 1946 in Rom) ist ein italienischer Diplomat im Ruhestand.

## Werdegang
Am 28. Juli 1969 schloss er ein Studium der Rechtswissenschaft ab.
Am 1. September 1974 trat er in den auswärtigen Dienst.
Am 16. März 1975 leitete er als Gesandtschaftssekretär zur Anstellung das Konsulat im Hafen von Athen Pireo.
Vom 9. Juni 1978 bis 21. Juli 1981 war er Gesandtschaftssekretär erster Klasse in Buenos Aires
Vom 19. November 1990 bis 31. Oktober 1994 war er Gesandtschaftssekretär erster Klasse in Kairo.
Vom 31. Oktober 1994 bis 11. September 2000 war er Gesandtschaftsrat in Tokio.
Vom 11. September 2000 bis 11. September 2001 wurde er in der Abteilung Asien, Ozeanien, Pazifik und Antarktis des Ministeriums für auswärtige Angelegenheiten und internationale Zusammenarbeit (Italien) beschäftigt
Vom 1. Oktober 2001 bis 20. Oktober 2005 war er Botschafter in Nikosia.
Vom 20. Oktober 2005 bis 1. März 2006 war er Koordinator der "Task Force Irak".
Vom 1. März 2006 bis 18. Mai 2009 war er Generaldirektor für Kulturförderung und Zusammenarbeit.
Vom 18. Mai 2009 bis 2. August 2009 war er Berichterstatter des Leiter der Abteilung Amerika.
Vom 2. August 2009 bis Januar 2013 war er Botschafter in Brasília und war gleichzeitig mit Sitz in Brasília als Botschafter in Paramaribo (Suriname) akkreditiert.
Im Januar 2013 wurde er in den Ruhestand versetzt.